# Glyphodes prothymalis
Glyphodes prothymalis là một loài bướm đêm trong họ Crambidae. Loài này được mô tả bởi Swinhoe năm 1892, tìm thấy ở vùng Meghalaya (Ấn Độ).